# Republica Pisa
Republica Pisa a fost un stat independent de facto, situat în regiunea Toscana și axat în jurul orașului Pisa, care a atins apogeul dezvoltării sale la finele secolului al X-lea și pe parcursul secolului al XI-lea. Statul a evoluat pentru a deveni o putere economică, un centru comercial ai cărui negustori dominau la un moment dat Marea Mediterană, înainte de a fi depășiti și înlocuiți de către rivalii din Republica Genova.

## Ascensiunea către putere
La începutul secolului al XI-lea, orașul Pisa devenise deja un foarte important centru, a cărui flotă controla comerțul mediteranean. El și-a extins puterea în urma jefuirii portului Reggio di Calabria din sudul Italiei în anul 1005. Pisa s-a conflict continuu cu sarazinii pentru controlul Mediteranei. În alianță cu Republica Genova, pisanii au întreprins o expediție asupra Sardiniei în 1015-1016, capturând insula de la sarazini în anul 1016, după înfrângerea regelui sarazin Mugahid. Această victorie i-a oferit Pisei supremația în Marea Tireniană. Atunci când pisanii i-au alungat și pe genovezi din Sardinia, un nou motiv de tensiune a izbucnit între cele două republici rivale. Între 1030 și 1035, Pisa a continuat să lupte cu succes împotriva altor orașe rivale din Sicilia și chiar să cucerească Cartagina în Africa de nord. În 1051-1052, amiralul pisan Jacopo Ciurini a reușit să cucerească insula Corsica, provocând și mai mult dușmănia genovezilor. În 1063, pisanii s-au apropiat de normandul Roger I al Sicliei, care conducea o campanie care va dura peste trei decenii de cucerire a Siciliei, perspectiva fiind un atacul conjugat asupra sarazinilor din Palermo. Roger a respins invitația, fiind angrenat în mai multe dispute. Fără sprijinul unei puternice armate de uscat, atacul pisan asupra Palermo a eșuat.
În 1060 Pisa a fost angajată în prima sa bătălie contra Genovei, care s-a încheiat cu o victorie, fapt care a permis consolidarea poziției pisanilor în Mediterana. Papa Grigore al VII-lea a recunoscut în 1077 noile "legi și obiceiuri ale mării" instituite de către pisani, iar împăratul Henric al IV-lea le-a acordat dreptul de a-și numi propriii lor consuli, la sfatul unui Consiliu al bătrânilor. De fapt, aceasta nu era decât o confirmare a unei situații de facto, pentru că în acei ani marchizul de Pisa fusese exclus de la putere. În 1092 papa Urban al II-lea a acordat Pisei supremația asupra Corsicii și Sardiniei și în același timp a ridicat orașul la rangul de arhiepiscopie. Flota pisană a prădat orașul Mahdia de pe coasta Tunisiei în anul 1088. Patru ani mai târziu, vase pisane și genoveze îl sprijineau pe regele Alfonso al VI-lea al Castiliei să îl silească pe celebrul Cid să părăsească Valencia.

## Pisa șicruciadele
În anul 1182 a avut loc masacrul asupra latinilor din Constantinopol, căruia i-a căzut victimă întreaga colonie Pisană din Constantinopol, fapt care a dus la resentimente antibizantine.
O flotă pisană de 120 de vase a luat parte la Prima cruciadă, iar pisanii au fost implicați în cucerirea Ierusalimului de către cruciați din 1099. Pe drumul către Țara Sfântă, vasele pisane nu au ratat ocazia de a prăda câteva insule aflate în stăpânirea Bizanțului. Cruciații pisani erau conduși de către arhiepiscopul Daibert (Dagobert), care a devenit ulterior patriarh de Ierusalim.
Pisa și celelalte Repubbliche Marinare au profitat de pe urma cruciadelor pentru a-și instaura puncte comerciale și colonii pe coastele din Siria, Liban și Palestina. În privința pisanilor, aceștia au întemeiat colonii în Antiocia, Acra, Jaffa, Tripoli, Tyr, Joppa, Latakia și Akon. De asemenea, ei aveau posesiuni și în Ierusalim și  Caesarea, alături de unele colonii mai mici (cu autonomie redusă) în Cairo, Alexandria și desigur în Constantinopol, în acesta din urmă împăratul bizantin Alexiis I Comnen acordându-le drepturi de comerț speciale. În toate aceste locații, pisanilor li s-au garantat privilegii și scutiri de taxe, solicitându-i în schimb sprijin militar naval în caz de atac. În secolul al XII-lea cartierul pisan din partea de răsărit a Constantinopolului ajunsese la circa 1.000 de locuitori. Vreme de câțiva ani din acest secol, Pisa a constituit cel mai proeminent aliat militar al Imperiului Bizantin, depășind Veneția însăși.
În Mediterana occidentală, cu toate că papa Grigore al VII-lea garantase Pisei suzeranitatea asupra Balearelor în 1085 , iar negustorii pisani fuseseră printre inițiatorii expediției asupra acestor insule din 1113–1115, acțiunea s-a dovedit a fi un insucces față de țelul declarat, anume acela de a dizloca taifas-urile musulmane de acolo.

## Declinul Pisei
Puterea Pisei ca putere internațională a fost pentru totdeauna distrusă în urma categoricei înfrângeri din Bătălia de la Meloria purtată cu Genova în anul 1284, în care cea mai mare parte din galerele pisane au fost distruse și cei mai mulți marinari au fost luați prizonieri de către gneovezi. În anul 1290 un atac hotărât al flotei genoveze asupra Porto Pisano a cauzat distrugerea Pisei.
Ca parte a stăpânirilor familiei Visconti din anul 1399, Pisa a fost apoi vândută către Florența în 1402; după o sângeroasă, dar inutilă rezistență, municipalitatea din Pisa a fost până la urmă supusă în anul 1406.